# 231-я стрелковая дивизия (2-го формирования)
231-я стрелковая дивизия — воинское соединение Вооружённых Сил СССР в Великой Отечественной войне

## История
Сформирована в августе 1943 года на базе 154-го запасного стрелкового полка. После формирования дислоцировалась на Дальнем Востоке. В боевых действиях на западе СССР участия не принимала.
9 августа 1945 года с началом боевых действий с Японией и Маньчжурской стратегической операции находилась во втором эшелоне ударной группировки армии, 10 августа 1945 года после марша переправилась через реку Шитоухэ, также продвигаясь во втором эшелоне и ведя бои с наносящими удары во флаг японскими частями. В боях в районе Муданьцзяна, дивизией, совместно с 39-й стрелковой дивизией была разгромлена 1-я моторизованная бригада врага, в составе которой было немало смертников.
К 25.08.1945 года закончила сосредоточение на Харбинском направлении, дислоцируясь в районе Яблони.

## Полное название
231-я стрелковая Краснознамённая дивизия

## Подчинение
- Дальневосточный фронт, 1-я Краснознамённая армия, 69-й стрелковый корпус — с августа 1943 года
- Дальневосточный фронт, 69-й стрелковый корпус — на октябрь 1943 года
- Дальневосточный фронт, 1-я Краснознамённая армия, 69-й стрелковый корпус — с ноября 1943 года до 31.12.1943 года.
- Дальневосточный фронт, Приморская группа войск, 69-й стрелковый корпус — с 01.01.1944 года до 31.05.1944 года.
- Дальневосточный фронт, 1-я Краснознамённая армия, 69-й стрелковый корпус — с 01.06.1944 года до 31.06.1944 года.
- Дальневосточный фронт, Приморская группа войск, 69-й стрелковый корпус — с 01.07.1944 года до 31.12.1944 года.
- Дальневосточный фронт, 1-я Краснознамённая армия, 69-й стрелковый корпус — с 01.01.1945 года до апреля 1945 года.
- Дальневосточный фронт, Приморская группа войск, 69-й стрелковый корпус — с апреля 1945 года по июль 1945 года.
- Дальневосточный фронт, Приморская группа войск, 26-й стрелковый корпус — с июля 1945 года.
- 1-й Дальневосточный фронт, 1-я Краснознамённая армия, 59-й стрелковый корпус — с августа 1945 года.

## Состав
- 607-й стрелковый полк
- 623-й стрелковый полк
- 639-й стрелковый полк
- 1041-й артиллерийский полк
- 423-й отдельный истребительно-противотанковый дивизион
- 466-й отдельный самоходно-артиллерийский дивизион
- 250-я разведывательная рота
- 339-й сапёрный батальон
- 913-й отдельный батальон связи (1462-я отдельная рота связи)
- 283-й медико-санитарный батальон
- 189-я отдельная рота химический защиты
- 543-я автотранспортная рота
- 566-я полевая хлебопекарня
- 856-й дивизионный ветеринарный лазарет
- 2852-я полевая почтовая станция
- 1840-я полевая касса Госбанка

## Командиры
- Тимошенко, Яков Ефимович (01.07.1943 — 03.09.1945), полковник, с 22.02.1944 генерал-майор;

## Награды
- 19 сентября 1945 года —  Орден Красного Знамени — награждена указом Президиума Верховного Совета СССР от 19 сентября 1945 года за образцовое выполнение заданий командования в боях против японских войск на Дальнем Востоке при форсировании реки Уссури, прорыве Хутоуского, Мишаньского, Пограничненского и Дуннинского укреплённых районов, овладении городами Мишань, Гирин, Яньцзи, Харбин  и проявленные при этом доблесть и мужество.[1]